# Mirai Shida
Mirai Shida (jap. 志田未来 Shida Mirai), ur. 10 maja 1993 w prefekturze Kanagawa) – japońska aktorka. Zyskała popularność dzięki roli w serialu „Jō no Kyōshitsu” (Klasa Królowej), grała jako Kazumi Kanda. Następnym filmem, w którym zagrała, był „14-letnia matka”. Mirai wcieliła się w główną bohaterkę, Miki Ichinose. Obecnie Mirai gra w kilku filmach i serialach oraz występuje często w reklamach, dzięki czemu staje się popularną młodą aktorką.

## Filmografia
- Hatsu Taiken (2002)
- Bara no Jujika (2002)
- Shōnentachi 3 (2002)
- Itoshi Kimi e (2004)
- Klasa Królowej (Jō no Kyōshitsu) (2005)
- Haru to Natsu (2005)
- Tantei Gakuen Q (2006)
- Suppli (2006)
- 14-letnia matka (14-year-old mother) (2006)
- Watashitachi no Kyōkasho (2007)
- Tantei Gakuen Q  (2007)
- Dream Again  (2007)
- Kamen Rider 555 Paradise Lost (2003)
- Tokusō Sentai Dekaranger the Movie: Full Blast Action (2004)
- Amemasu no Kawa First Love (2004)
- Spring Snow (2005)
- Tsubakiyama Kachō no Nanokakan (2006)
- Kaabee (2008)
- Seigi no Mikata (2008)